# Depresión de Mari
La Depresión Mari (en ruso: Марийская низменность) es una depresión en el distrito de Gornomari, Mari El, Federación Rusa.

## Geografía
La depresión está ubicada en el margen izquierdo del Volga, desde las fronteras occidentales de Mari El hasta el río Bolshaya Kokshaga. La altitud promedio de la depresión oscila entre 50 metros (54,7 yd) y 100 metros (109,4 yd), y hay muchos pequeños lagos y pantanos. La zona está parcialmente inundada por el embalse de Cheboksary.

## Dunas
Hay antiguas dunas cubiertas de bosques ubicadas entre los ríos.